# Dimitar Kolew
Dimitar Kolew (* 1932 in Sofia) ist ein ehemaliger bulgarischer Radrennfahrer.

## Sportliche Laufbahn
Kolew war Straßenradsportler. 1956 wurde er Gesamtsieger der Bulgarien-Rundfahrt vor Nentcho Christow. Er gewann eine Etappe der Rundfahrt. 1958 wurde er Vierter der Ägypten-Rundfahrt, wobei er einen Etappensieg holte.
Neunmal fuhr er die Internationale Friedensfahrt. 1952 wurde er 42., 1953 18., 1954 37., 1955 48., 1956 5., 1957 36., 1959 42. und 1960 70. der Gesamtwertung. 1958 war er ausgeschieden. Er startete für den Verein Lok Sofia.